# Lørdag Aften
Lørdag Aften er en amerikansk stumfilm fra 1922 af Cecil B. DeMille.

## Medvirkende
- Leatrice Joy som Iris Van Suydam
- Conrad Nagel som Richard Prentiss
- Edith Roberts som Shamrock O'Day
- Jack Mower som Tom McGuire
- Julia Faye som Elsie Prentiss
- Edythe Chapman som Mrs. Prentiss
- Theodore Roberts